# Discodermia dissoluta
Espèce
Synonymes
- Desmahabana violacea Alcolado & Gotera, 1986[2] [3]

Discodermia dissoluta est une espèce d'éponges de la famille des Theonellidae.

## Utilisation
Une équipe de chercheurs dirigé par Sarath P. Gunasekera a isolé en 1990 le discodermolide, molécule produite par Discodermia dissoluta. Ce polycétide intervient dans la stabilisation des microtubules et agit comme immunosuppresseur. 